# Alexandrowka (Potsdam)

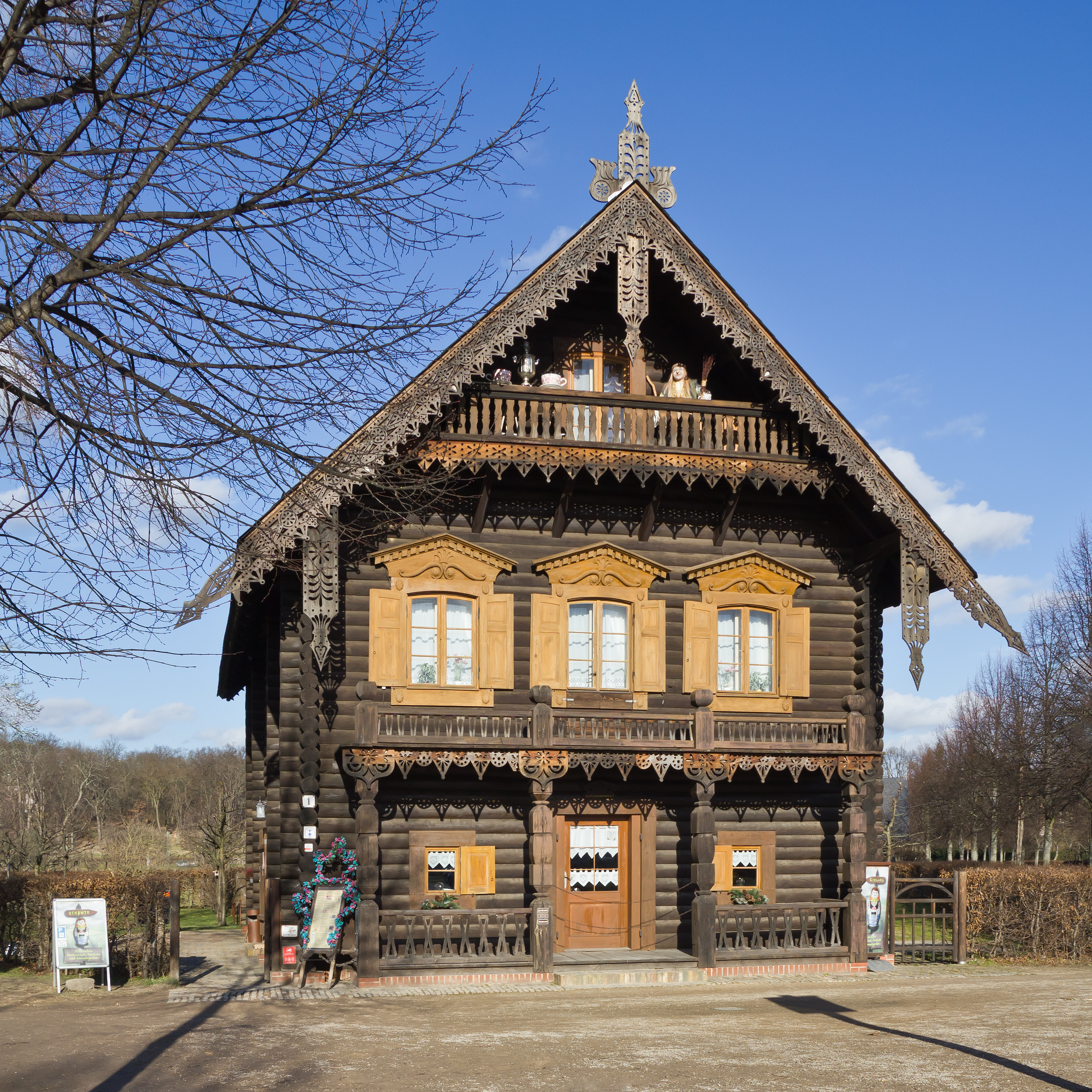
Ein typisches Haus in der Kolonie Alexandrowka

Die russische Kolonie Alexandrowka liegt im Norden der Innenstadt von Potsdam. König Friedrich Wilhelm III. von Preußen ließ sie in den Jahren 1826/28 für die letzten zwölf russischen Sänger eines ehemals aus 62 Soldaten bestehenden Chores anlegen.
Durch die verwandtschaftlichen und freundschaftlichen Beziehungen zwischen den Häusern Hohenzollern und Romanow wurde die Kolonie als Denkmal der Erinnerung nach dem 1825 verstorbenen Zar Alexander I. benannt. Als Teil der Potsdamer Kulturlandschaft ist die Kolonie Teil des UNESCO-Weltkulturerbes Schlösser und Parks von Potsdam und Berlin.

## Geschichte
1806 wurde das preußisch-sächsische Heer bei Jena und Auerstedt durch napoleonische Truppen vernichtend geschlagen. Das durch Napoleon besiegte Preußen musste 1812 in ein Zwangsbündnis mit Frankreich gegen Russland einwilligen.

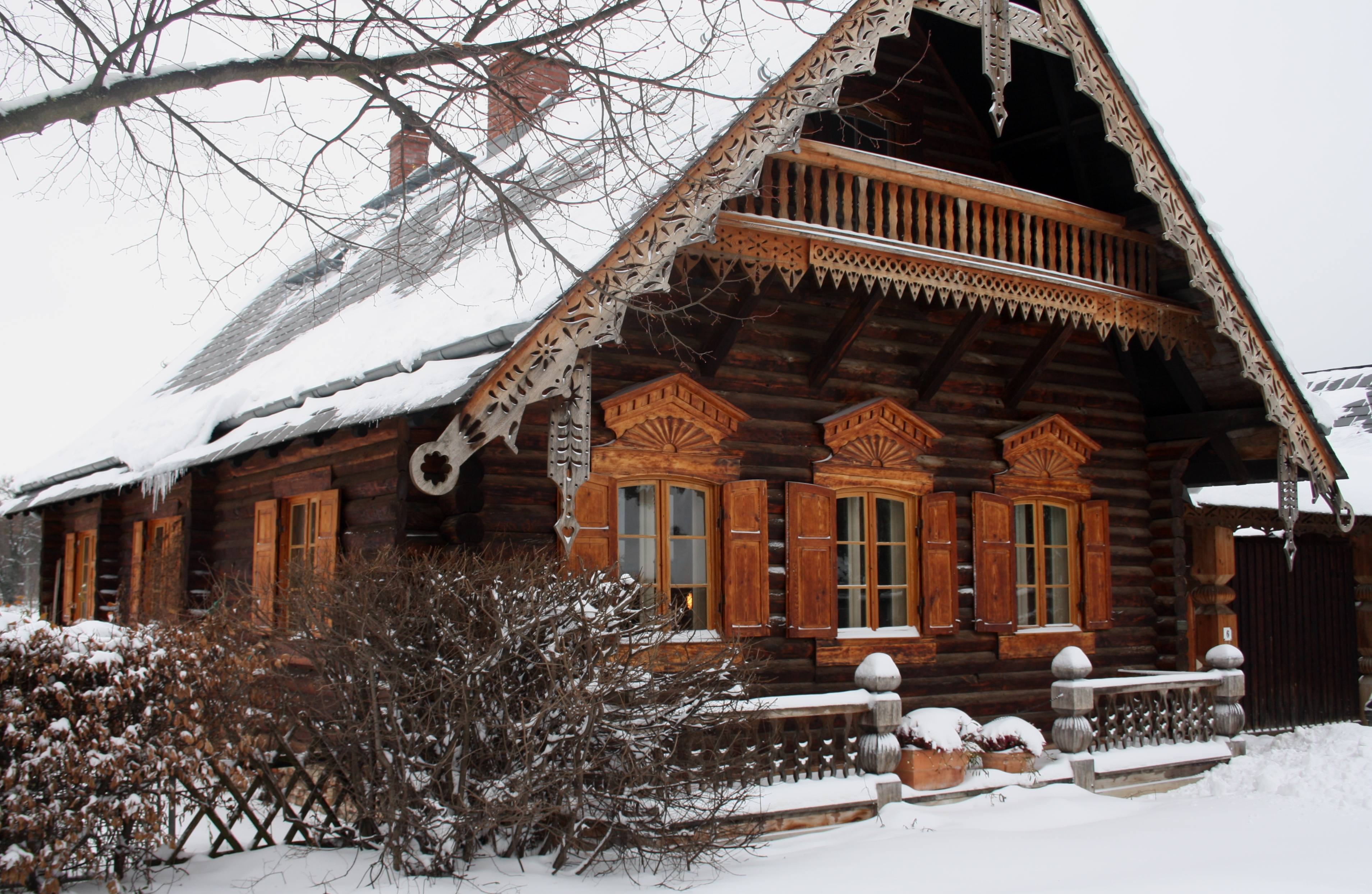
Kolonistenhaus Nr. 6

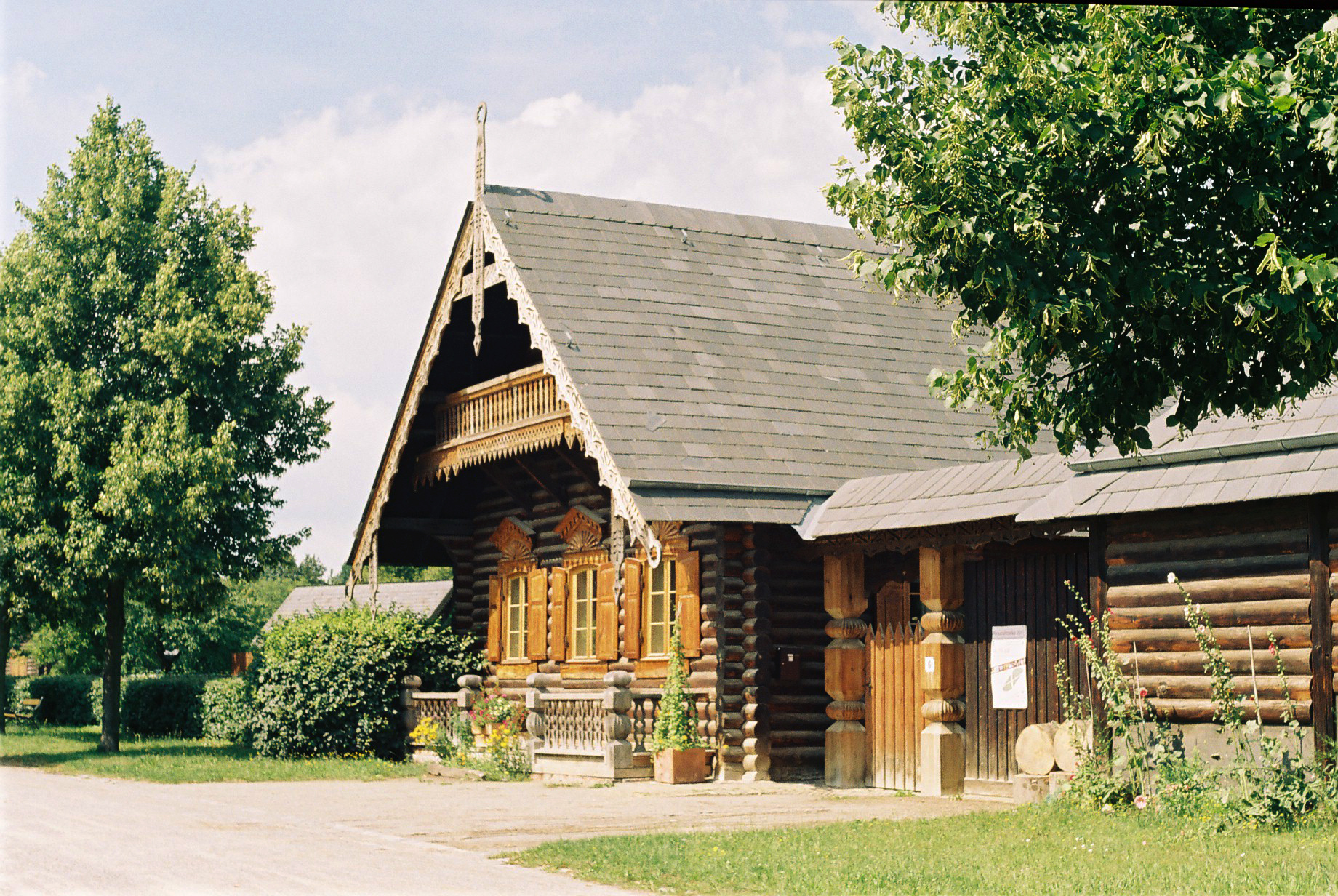
Haus Nr. 6 im Sommer

Von den weit über Tausend der 1812 in Russland gefangengenommenen russischen Soldaten blieben 62 im Oktober 1812 in Potsdam. Aus dieser Gruppe wurde ein Sänger-Chor gebildet und für den König formell dem 1. preußischen Garderegiment unterstellt. Nach dem Neutralitätsabkommen, der Konvention von Tauroggen vom 30. Dezember 1812, verbündeten sich Preußen und Russland im Frühjahr 1813 gegen Frankreich und der größte Teil der ehemals kriegsgefangenen russischen Soldaten wurde auf Wunsch des preußischen Königs in ein eigenes Regiment eingegliedert. Unter einer gemeinsamen Führung kämpften russische und preußische Truppen, ehemalige russische Kriegsgefangene und preußische Deserteure gegen Napoleon. Im Heerlager des Königs sorgte weiterhin der Chor ehemaliger russischer Kriegsgefangener für Unterhaltung, Verluste in seinen Reihen wurden 1815 durch Überlassung weiterer Grenadiere aus einem russischen Regiment ausgeglichen: Zar Alexander I. erlaubte nicht nur den Verbleib des Soldatenchors in Preußen, er überstellte zusätzlich sieben Grenadiere von einem seiner Regimenter in das Garderegiment des Königs.
Als Zar Alexander I. 1825 starb, lebten nur noch 12 dieser russischen Sänger in Potsdam. Am 10. April 1826 gab Friedrich Wilhelm III. folgende Order:

„Es ist Meine Absicht, als ein bleibendes Denkmal der Erinnerung an die Bande der Freundschaft zwischen Mir und des Hochseeligen Kaisers Alexander von Rußlands Majestät, bei Potsdam eine Colonie zu gründen, welche ich mit den, von Seiner Majestät mir überlassenen Russischen Sängern als Colonisten besetzen und Alexandrowka benennen will.“

1827/1828 zogen die neuen Bewohner in die vollständig möblierten Anwesen ein. Sogar die Gärten waren angelegt und jeder Haushalt bekam eine Kuh geschenkt. Die Grundstücke durften von den Kolonisten aber weder verkauft, verpachtet noch verpfändet, jedoch an männliche Nachkommen vererbt werden.

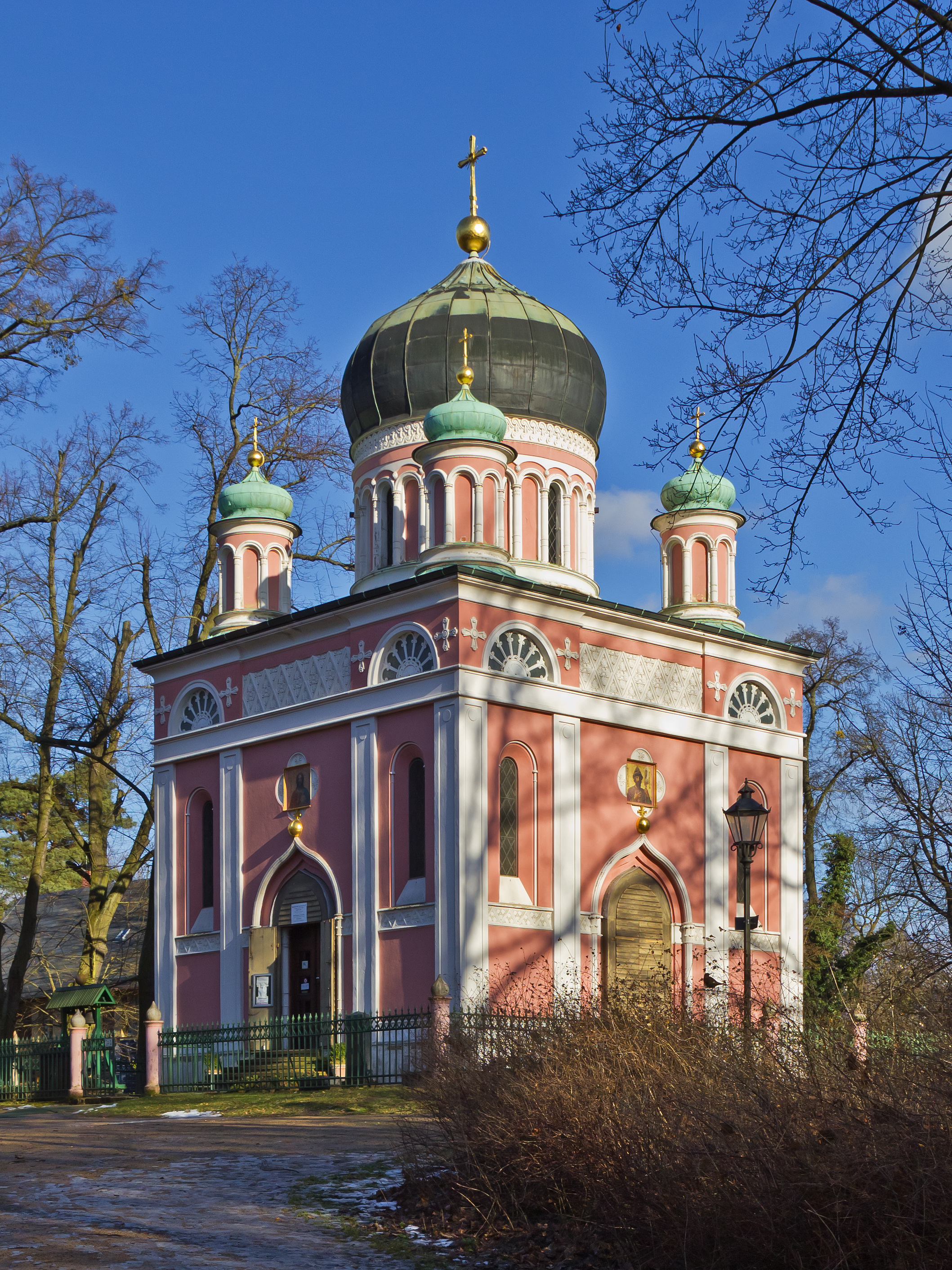
Alexander-Newski-Gedächtniskirche

Auf dem nahegelegenen Kapellenberg wurde die russisch-orthodoxe Alexander-Newski-Gedächtniskirche errichtet und im September 1829 geweiht. Neben der Kirche steht das vierzehnte Wohnhaus, das der aus Russland stammende königliche Lakai Tarnowsky bewohnte.
1861 verstarb der letzte Sänger. 1927, 100 Jahre nach der Gründung der russischen Kolonie, waren es nur noch vier Familien und nach der Bodenreform nur noch zwei Familien, die direkte Nachfahren dieser ersten Sänger waren. 2008 starb der letzte der direkten Nachfahren der Familie Schischkoff in der Kolonie. Die Kolonie selbst war bis zur Fürstenenteignung 1926 im Privatbesitz des Hauses Hohenzollern, wurde allerdings militärisch durch das 1. Garde-Regiment zu Fuß verwaltet. Erst nach der Auflösung des Regiments übernahm nach 1919 das Haus Hohenzollern den Unterhalt des Geländes. Bis 1945 blieben die ehemals königlichen Bestimmungen über die Rechte und Pflichten der Bewohner in Kraft. Grundlegende Änderungen im Rechtsstatus der Kolonie und ihrer Bewohner erfolgten erst in der Zeit der SBZ und DDR. Seit der deutschen Wiedervereinigung sind die meisten Häuser in Privatbesitz.

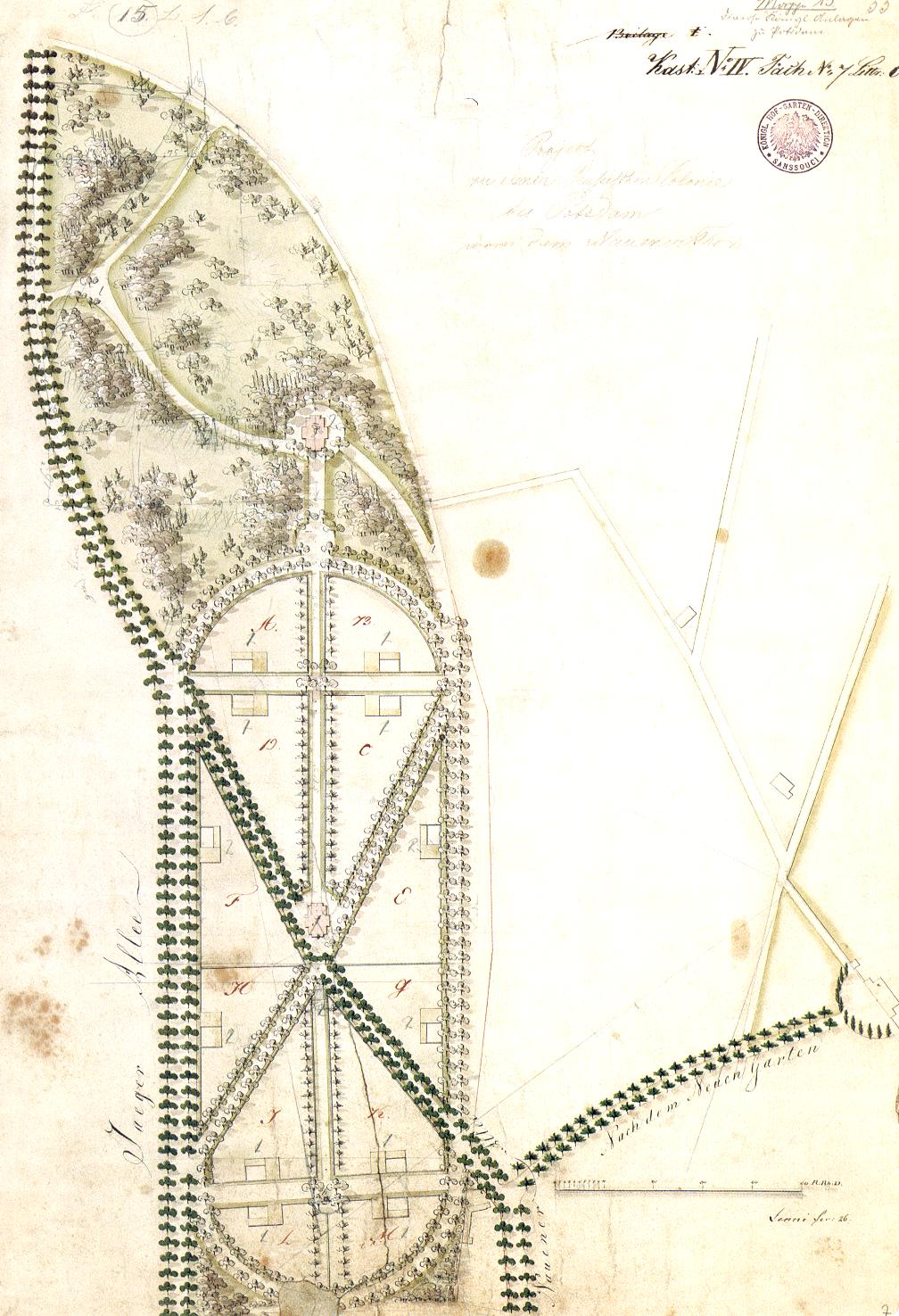
Planzeichnung von Peter Joseph Lenné, 1826. Die Mittelachse und die Querachsen wurden nicht ausgeführt.

## Anlage und Architektur

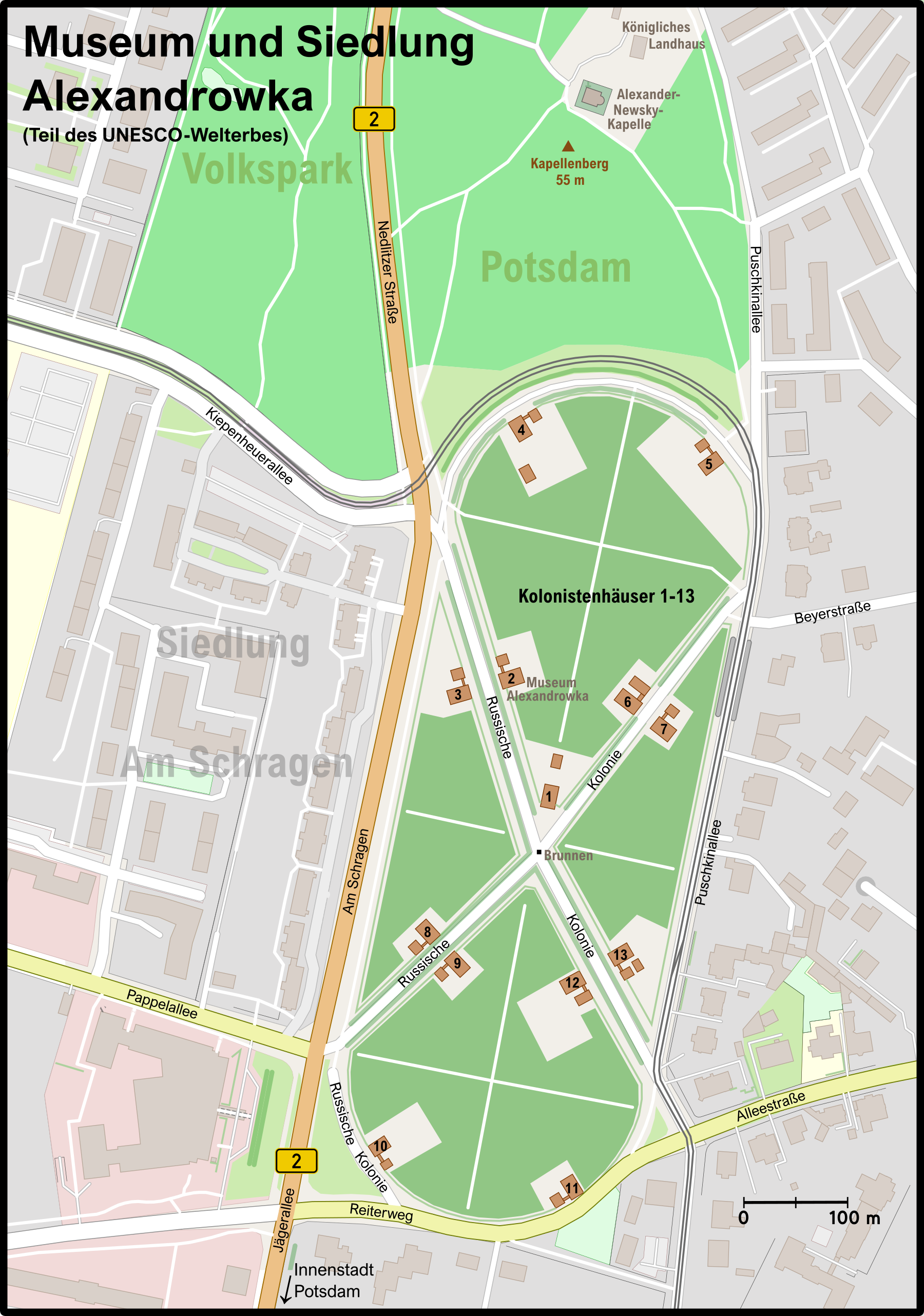
Karte der Russischen Siedlung Alexandrowka

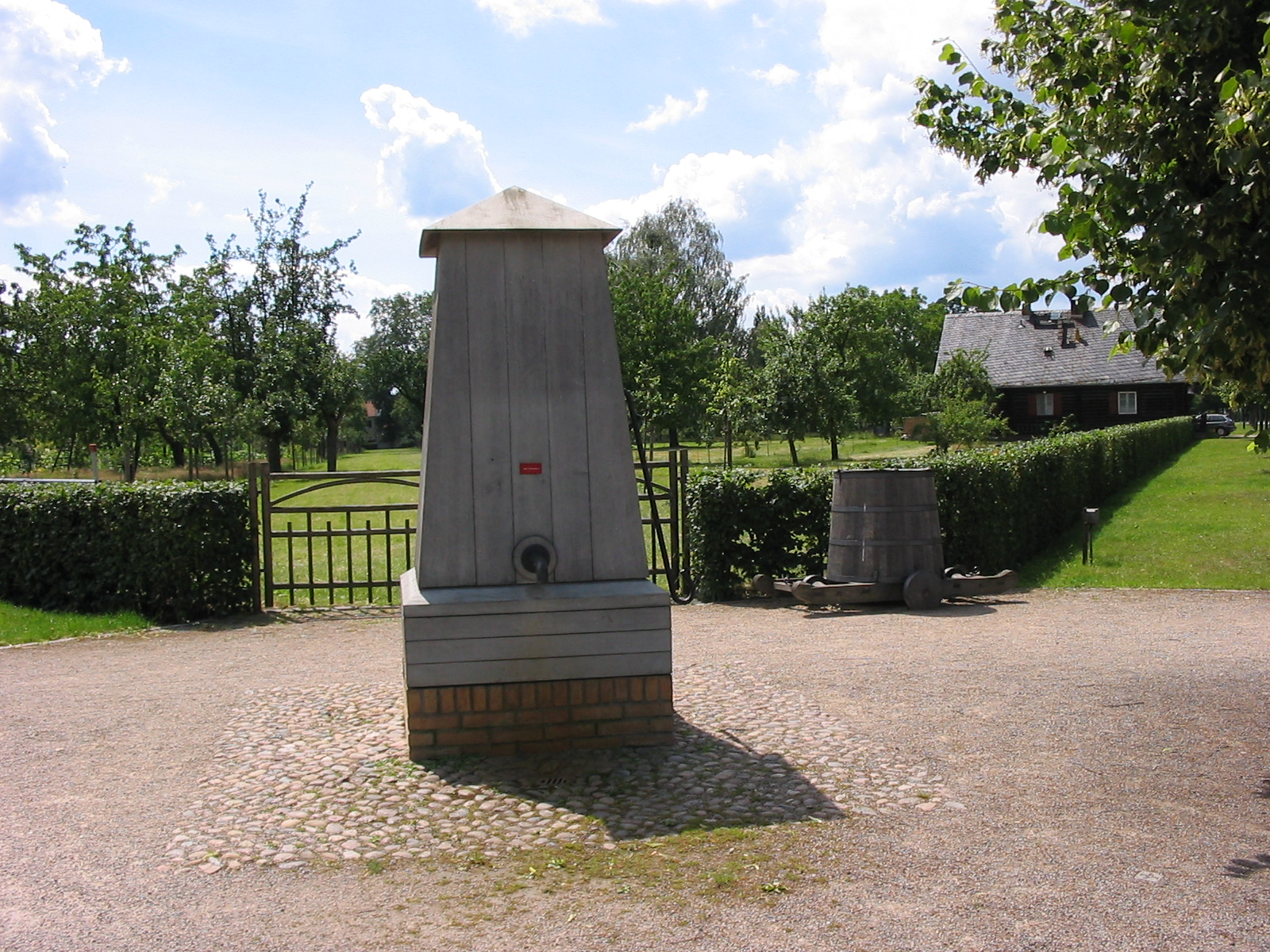
Brunnen am Schnittpunkt der Anlage

Nach zwei völlig anders aussehenden Entwürfen gab der Gartendirektor Peter Joseph Lenné dem ganzen Gelände die Grundform eines Hippodroms mit eingelegtem Andreaskreuz, an dessen Schnittpunkt das Haus des Feldwebels stand. Unter der Leitung des Hofgärtners Johann Georg Morsch d. Ä. wurde dieser Entwurf umgesetzt.
Die Pläne für die Gebäude waren preußische Interpretationen einer Zeichnung des italo-russischen Architekten Carlo Rossi, der 1815 für die Zarinmutter ein „typisch russisches“ Dorf für den Park von Pawlowsk entworfen hatte und dem preußischen König nach dessen Besuch bei der Zarinmutter 1818 eine Skizze überließ. Militärhandwerker aller preußischen Garderegimenter errichteten die Fachwerkhäuser mit vorgesetzten halbrunden Holzstämmen, die äußerlich den Eindruck russischer Blockhäuser erweckten. Die Idee für diese Sparmaßnahme hatte der Kommandeur der Garde-Pionierabteilung Kapitän Snethlage, der bereits bei einem früheren, echten Blockhaus nach dem Entwurf Rossis – dem Blockhaus Nikolskoë – die Bauleitung innehatte.
Die Siedlung besteht aus insgesamt zwölf Gehöften, deren freistehende Giebelhäuser ein- und zweigeschossig sind, aus einem zweistöckigen Aufseherhaus ohne großen Garten und einem Haus bei der Kirche, in dem der Aufseher der königlichen Teestube in der ersten Etage wohnte.
Nach russischem Vorbild hätten die Dächer der Häuser mit Stroh gedeckt werden sollen – für die preußische Variante entschied man sich für eine Holzverbretterung, die am Ende des 19. Jahrhunderts durch eine Schieferdeckung ersetzt wurde. Jedes Gehöft besteht aus einem Wohnhaus mit Balkon und vorgelagerter Loggia, das durch eine überdachte Toreinfahrt mit einem kleinen Stallgebäude verbunden ist.
Im Januar 2005 wurde im Haus Nr. 2 der Russischen Kolonie das Museum Alexandrowka eröffnet, das den Besuchern einen Einblick in die Geschichte und die Architektur der Blockhäuser ermöglicht. Dieses Museum zeigt die Bauweise und gibt auf zahlreichen Tafeln Erläuterungen zur Geschichte dieser einmaligen Siedlung.